# Uxmal
Uxmal (jukatanski majanski: Óoxmáal, što znači „triput građen”) je bio veliki pretkolumbovski grad Maya, danas ruševine na Yucatánu (Meksiko), 78 km južno od Méride i 110 km sjeverno od grada Campechea. Arhitekti Uxmala su razvili stil koji se rasprostirao brdovitim krajolikom područja sjevernog Yucatana (stil puuc, tj. „brdo”), dok je ostatak poluotoka uglavnom ravan. Hramovi i palače jednog od najvećih (imao je oko 25.000 stanovnika) i najljepših gradova na Yucatanu se protežu na stotine kvadratnih metara i naslanjaju na trgove široke poput nogometnih igrališta koji su organizirani prema astronmskim mjerenjima od oko 700. – 1000. godine. Zbog toga je Uxmal upisan na UNESCO-ov popis mjesta svjetske baštine u Sjevernoj Americi 1988. godine.

## Povijest
Arheolozi Uxmal često uspoređuju s egipatskim ruševinama u Tebi ili s grčkom i rimskom arhitekturom. Arheološka istraživanja pokazuju da je Uxmal sagrađen u 8. st., osnovan ili osvojen od porodice Xiú ili Tutul-Xiú, plemena stranog podrijetla koje se kasnije udružilo s Hernanom Cortesom u njegovom osvajanju Srednje Amerike. Uxmal se vrlo brzo počeo razvijati i zahvaljujući monopolom na ovo plodno poljoprivredno područje, zagospodario je većim dijelom Yucatana od 850. – 925. god. Uxmal se udružio u vojno-politički blok s Kabahom i Nojpatom, a kasnije i s Chichen Itzom, te je pomoću njih širio svoju vlast. Sve veći utjecaj ratobornih Tolteka, koji su provalili na Yucatan u 10. st., naglo je izmijenio tokove tamošnje kulture i polako je doveo do propasti. 
Grad je obnovljen u 13. stoljeću i doživio je novi procvat kao pripadnik Mayapanske lige, ali je propao u dugogodinjem ratu Mayapana protiv Chichén Itze (1441. – 1541.) iz kojeg razdoblja datiraju njegove zidine.
Nakon španjolskog osvajanja Yucatana, prvi pisani izvori navode kako je ovdje još uvijek postojalo naselje do 1550-ih, ali kako ga Španjolci nisu naselili ubrzo je potpuno napušteno.

## Arhitektura
Nazivi građevina u Uxmalu su uglavnom španjolski i nemaju nikakve veze s njihovom izvornom namjenom. „Patuljkova palača” (Adivino) je prvo što se ugleda u Uxmalu. Palača se razlikuje od svih dotada izgrađenih piramida po tome što su joj temelji ovalni, pa konstrukcija podsjeća na stožac. Jedini oštri rubovi su završetci stepenica. Hram nije prvobitno ovako izgledao, nadograđivan je pet puta u ciklusima od 52 godine, prema običaju Maya da nakon jednog ciklusa na starom svetištu nadograde novo. Hram na vrhu piramide bio je posvećen bogu neba. Palača je visoka 45 metra, a ime je dobila prema legendi u kojoj je patuljak sagradio palaču, nadmudrio lokalnog kralja i preuzeo prijestolje.
U Uxmalu ima više vodoravnih zgrada nego piramida-gradova. Primjerice, „Guvernerova palača” (Palacio de Gobernador‎) i „Dvorište redovnica” (Cuadrangulo de las Monjas) protežu se vodoravno, a građene su od pomno obrađenog kamenja i ukrašene različitim bareljefima. Guvernerova palača sastoji se od tri dijela, duga je 100 metara, a široka 15 metra. Ulaz u palaču okrenut je prema Veneri koja je s ovog mjesta vidljiva svaku osmu godinu, planeti koja je veoma značajna u svijetu Maya. U palači se nalazi 20 odaja, a u njoj je nekada obitavao vladar. Dugi geometrijski oblik friza spada među najljepše u drevnoj američkoj umjetnosti. Očita je razlika i u izradi katova jer su viši katovi uvijek bogatije ukrašeni, pa tako predstavljaju kontrast glatkom prizemlju. Mnogi motivi na zgradama bili su samo dekoracija, ali često su imali i kulturna i vjerska značenja (simboli izrezbarene lubanje ukazuju na utjecaj ratobornih Tolteka).
Ostaci u Uxmalu najvažniji su primjer arhitektonskog stila puuc (600. – 900. god.), za koji je karakteristična uporaba vapnenačkih ploča i ukrašavanje pročelja palača prikazima nebeskih zmija dugih orlovskih nosova. U Uxmalu se zadržala tradicija izrade stela, no njihovi su kipari uvodili nova stilska obilježja i pomalo narušili njihovu kiparsku vrijednost. Stele su okupljali na posebne platforme i uveli su naglasak na centralnu stelu koja je najvjerojatnije prikazivala lokalnog vladara.
- Guvernerova palača
- Patuljkova piramida
- Dvorište ptica
- Golubarnik
- Igralište za pok-ta-pok

## Poveznice
- Pretkolumbovska umjetnost
- Palenque
- Tikal

## Vanjske poveznice
- Fotografije Uxmala  Arhivirana inačica izvorne stranice od 10. veljače 2012. (Wayback Machine)
- Architecture, Restoration and Imaging of Maya Cities (engl.)
- Uxmal - Nacionalni institut za antropologiju i povijest  Arhivirana inačica izvorne stranice od 4. kolovoza 2007. (Wayback Machine) (šp.)